# Satinka
Satinka est un prénom féminin.

## Sens et origine du prénom
- Prénom masculin et féminin qui serait faussement considéré comme nord-amérindien[1] qui signifierait « danseuse magique » ou « danseur sacré » dans une langue amérindienne non spécifiée. Cette origine semble erronée, car ce terme n'est pas mentionné dans l'histoire tribale ou dans la littérature anthropologique, ni nulle part du tout avant 1990 concernant cet usage. Il est possible que cela signifie « danseur » ou « danse » dans un langage amérindien. Mais étant donné qu'il n'est pas un prénom traditionnel et que son origine semble récente, il est plus probablement inspiré de prénoms d'origine russe comme Katinka, voire de noms de lieu d'origine russe[2].

- Également le nom d'un village du gouvernement de Tambov en Russie.

## Prénom de personnes célèbres et fréquence
- Prénom aujourd'hui peu usité aux États-Unis[3].
- Prénom qui n'a jamais été donné en France, mais qui l'a été en Belgique[4].